# Arthur Kittel

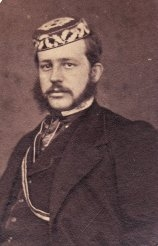
Kittel als Königsberger Germane (1863)

Arthur Kittel (* 7. August 1838 in Königsberg i. Pr.; † 24. Januar 1926 ebenda) war ein deutscher Arzt in Ostpreußen.

## Hintergrund
Kittels Familie stammt ursprünglich aus Böhmen. Ein Vorfahr Kittels ließ sich als Kupferschmied im westpreußischen Graudenz nieder. Kittels Vater war Großgrundbesitzer in Bolmin bei Culm. Die Mutter war eine Tochter des in der Südschweiz geborenen Majors von Chappuis und einer geborenen Gräfin Pfeil. Major von Chappuis diente zeitweise am Hofe Friedrichs des Großen und begründete das Adelsgeschlecht, das in der Preußischen Armee hervortrat.

## Leben
Kittel besuchte das Altstädtische Gymnasium und studierte Medizin an der Albertus-Universität. 1858 wurde er wie sein Mitschüler Bernhard Rathke Mitglied der Burschenschaft Germania Königsberg. Er focht 18 Mensuren und überstand zwei Pistolenduelle. 1862 war er der erste „Gast“ des neuen Königsberger Karzers.
1866 zog er als Sanitätsunteroffizier im Dragoner-Regiment „Prinz Albrecht von Preußen“ (Litthauisches) Nr. 1 in den Deutschen Krieg. Nach der Rückkehr wirkte er als Choleraarzt in Königsberg, schloss das Medizinstudium aber erst 1869 endgültig ab. Auf Anraten eines Bundesbruders ließ er sich im selben Jahr als praktischer Arzt in Ruß an der Memel nieder. 1870/71 nahm er am Deutsch-Französischen Krieg teil. Obwohl sich die Landpraxis über 60 km erstreckte, betrieb er sie bis 1906. In seinen Lebenserinnerungen berichtet er unter anderem über die Lage der Juden in Ruß.
Nach 37 Jahren übersiedelte er 1906 wieder nach Königsberg. 1909 zog er mit 69 Jahren auf das Korporationshaus der Germanen, dessen Kauf er unterstützt hatte. Zu den Kneipen brauchte er nur eine Etage tiefer zu gehen.
Als Mitglied der Deutschen Fortschrittspartei war er 1881 bis 1882 Abgeordneter im Preußischen Landtag für den Wahlkreis Memel-Heydekrug.
Durch seine Bekanntschaft mit dem Schriftsteller Hermann Sudermann ist Sanitätsrat Kittel als selbstloser Geburtshelfer in die Literatur eingegangen.

## Werke
- Das Königsberger Studentenleben von 1858–1864. Königsberg 1920
- 37 Jahre Arzt in Preußisch Lithauen. Königsberg 1921